# Henryka Słomczewska
Henryka Słomczewska, później Nowak i Mitianiec (ur. 25 kwietnia 1915 w Łodzi, zm. 12 czerwca 1998 tamże) – polska lekkoatletka i piłkarka ręczna.

## Kariera
Uczyła się w młodości w gimnazjum im. Emilii Szczanieckiej w Łodzi, jednakże zrezygnowała z nauki poświęcając się pracy w Widzewskiej Manufakturze. Zawodniczka klubów łódzkich: WIMA oraz IKP Łódź, po wojnie Dziewiarskiego KS Łódź i ŁKS Łódź. Reprezentantka kraju podczas mistrzostw Europy w Wiedniu w 1938 r. (8. miejsce w skoku w dal z wynikiem 5,15) oraz igrzysk olimpijskich w Londynie w 1948 r. 3-krotna mistrzyni Polski (sztafeta 4 × 100 m – 1938, skok w dal – 1939, 1947) oraz 2-krotna halowa mistrzyni kraju w skoku w dal (1938, 1939). Rekord życiowy w skoku w dal – 5,52 (1939). Mistrzyni Polski w piłce ręcznej w składzie IKP Łódź (1938).
Pochowana w części rzymskokatolickiej Starego Cmentarza w Łodzi.